# Viteză de filtrație
În fizică, viteza de filtrație, este viteza {\displaystyle \scriptstyle {\vec {v}}_{f}}, a unui fluid, definit ca raportul dintre debitul ce trece printr-o suprafață elementară plană dintr-un mediu poros, perpendiculară pe direcția mișcării, și aria acelei suprafețe. Această viteză are o mărime diferită de viteza medie reală {\displaystyle \scriptstyle {\vec {u}}} prin aceeași suprafață. Legătura dintre cele două mărimi este dată de relația {\displaystyle \scriptstyle {\vec {v}}_{f}=mu}, unde {\displaystyle \scriptstyle m} reprezintă porozitatea mediului. Valoarea porozității oricărui mediu material este o mărime subunitară, rezultă că viteza de filtrație este întotdeauna mai mică decât viteza medie reală. De acest fapt, se ține cont în studiul mișcărilor nepermanente sau la calculul timpului real de parcurs al curentului de fluid între două puncte date